# Église du Saint-Rosaire de Yibin
L'église du Saint-Rosaire (chinois traditionnel : 玄義玫瑰堂 ; pinyin : Xuányì méiguī táng ; Wade : Hsüan-i mei-kuei tʽang ; litt. « église de la Rose-Mystique ») est une église catholique désaffectée dans le district de Cuiping de la ville sichuanaise de Yibin (anciennement connue sous le nom de Suifou, Souifou ou Su-tcheou-fou). L'édifice est aussi l'ancien séminaire du Sutchuen méridional.

## Description
Fondée en 1876, l'église a été détruite plusieurs fois, l'édifice actuel a été construit en 1895. Elle est surnommée le « jardin Yuanming de Yibin » en raison de sa combinaison de styles architecturaux européen et local. René-Désiré-Romain Boisguérin (zh), missionnaire de la société des missions étrangères de Paris et évêque de le diocèse de Suifu, était le recteur du séminaire dans les années 1940.